# Фін Кончі
Фін Кончі (англ. Fin Conchie, нар. 10 серпня 2003, Гамілтон) — новозеландський футболіст, півзахисник клубу «Веллінгтон Фенікс» та національної збірної Нової Зеландії.

## Клубна кар'єра
Народився 10 серпня 2003 року в Гамілтоні. Вихованець футбольної школи клубу «Веллінгтон Фенікс».
У дорослому футболі дебютував 2022 року виступами за резервну команду «Веллінгтон Фенікс» у першості Нової Зеландії. З  
наступного року почав залучатися до основної команди «Веллінгтон Фенікс», представника Нової Зеландії у чемпіонаті Австралії.

## Виступи за збірні
З 2022 року залучається до складу молодіжної збірної Нової Зеландії. На молодіжному рівні зіграв у 15 офіційних матчах, забив 1 гол.
2024 року дебютував в офіційних матчах у складі національної збірної Нової Зеландії і був учасником кубка націй ОФК 2024 року у Фіджі і Вануату.
Того ж 2024 року був включений до заявки олімпійської збірної Нової Зеландії для участі у футбольному турнірі на тогорічних Олімпійських іграх у Парижі. Виходив на поле на заміну в одній грі групового етапу, який його команда не подолала.
| Дата      | Місто     | Господарі     | Результат | Гості              | Турнір               | Голи | Примітки |
| --------- | --------- | ------------- | --------- | ------------------ | -------------------- | ---- | -------- |
| 18-6-2024 | Порт-Віла | Нова Зеландія | 3 – 0     | Соломонові Острови | Кубок націй ОФК 2024 | -    | 82'      |
| Усього    |           | Матчів        | 1         |                    | Голів                | 0    |          |